# (135069) Gagnereau
(135069) Gagnereau est un astéroïde de la ceinture principale.

## Description
(135069) Gagnereau est un astéroïde de la ceinture principale. Il fut découvert le 15 août 2001 dans le Parc national des Cévennes par l'Observatoire des Pises. Il présente une orbite caractérisée par un demi-grand axe de 2,80 UA, une excentricité de 0,16 et une inclinaison de 9,8° par rapport à l'écliptique.

## Compléments